# Екологічний ризик
Екологічний ризик — ймовірність виникнення негативних змін у довкіллі, або віддалених несприятливих наслідків цих змін, які виникають внаслідок негативного впливу на довкілля.
Екологічний ризик може бути викликаний надзвичайними ситуаціями природного, антропогенного і техногенного характеру.

## Оцінка ризику
Оцінка екологічного ризику може бути проведена на підставі наявних наукових і статистичних даних про екологічно значимі події, катастрофах, про внесок екологічного чинника в стан санітарно-екологічного благополуччя населення, про вплив забруднення навколишнього середовища на стан біоценозів і ін.
- Статистична оцінка на підставі досвіду дослідження аналогічних ситуацій
- Експертна оцінка